# Огулински процес
Огулински процес је назив за судски процес који је од 25. до 28. октобра 1927. одржан пред Краљевским судбеним столом у Огулину против Јосипа Броза Тита и шесторице оптужених за ширење комунистичке пропаганде. Јосип Броз и тројица оптужених проглашени су кривима и осуђени на временске казне затвора, док су остала тројица ослобођена.
Судски процес је имао је за циљ да осуди Јосипа Броза и његове сараднике због синдикалног организовања радника у бродоградилишту у Краљевици, као и организовању великог штрајка, августа 1926. године.
Затворску казну од седам месеци, Јосип Броз је одлежао тек крајем 1933. и почетком 1934, након одлежаних пет година затвора, на које је био осуђен на тзв. „Бомбашком процесу”, новембра 1928. године.

## Титов боравак у Краљевици
Половином септембра 1925. металски радник Јосип Броз напустио је Велико Тројство и са супругом Пелагијом и сином Жарком, у потрази за новим послом, отишао у Загреб. Одатле је на препоруку неких чланова руководства Покрајинског комитета КПЈ за Хрватску и Славонију отишао у Краљевицу, са задатком да помогне тамошњој партијској организацији и побољша организовање тамошњих радника. По доласку у Краљевицу, уз помоћ Антона Штефанића, који је био предрадник запослио се у предузећу Југословенска бродоградилишта д.д, где је радио у радионици за поправку и израду делова за бродске моторе.
Убрзо по доласку у Краљевицу, Броз се повезао са др Павлом Грегорићем, који је у току 1924. успео да обнови тамошњу партијску организацију КПЈ и који га је детаљно упознао са ситуацијом и стањем у партијској организацији и радничком покрету у Краљевици и околним местима. У периоду до децембра, Јосип Броз је био активан на политичком и синдикалном организовању радника. Успео је да у бродоградилишту формира партијску организацију, која је бројала 15 чланова, а такође је обновио рад синдикалне подружнице Независних синдиката, која је окупљала преко 100 радника. Обављао је дужност секретара партијске организације и секретара синдикалне подружнице.
Своју активност проширио је и ван бродоградилишта, па се повезао и са организацијама КПЈ у Бакру и Хрељину, као и организацијама у Сушаку, Цриквеници и Светој Јелени. Почетком 1926. приликом избора за радничке поверенике у Бродоградилишту, од пет изабраних повереника двојица су припадала Независним синдикатима — Јосип Броз и Антон Штефанић. Био је организатор прославе Првог маја, који је у то време био забрањен, организовао је неколико зборова, као и прикупљање помоћи за раднике у штрајку и др.
Почетком августа 1926, због одлуке управе бродоградилишта да не исплати део радничких надница, организовао је двочасовни штрајк радника који су радили на поправци једног војног пловног објекта. Пошто је одзив радника био велик, управа бродоградилишта се обавезала да исплати део радничких зарада. Упркос обећању, Управа је наставила по старом и није исплатила радничке зараде, па је Броз у име синдикалне подружнице тражио од Савеза радника металне индустрије и обрта Југославије да преко Инспекције рада тражио од Министарства војске и морнарице исплату радника.
Пошто после седам недеља радницима у бродоградилишту нису исплаћене зарађене наднице, на иницијативу партијске организације у Бродоградилишту је 24. августа одржан кратак састанак на коме је одлучено да се крене у штрајк и изабран је Штрајкачки одбор, чији су чланови били раднички повереници — Јосип Броз и Антон Штефанић. Истог дана, у штрајк је ступило свих 135 радника који су радили на доку. После шеснаест дана штрајка, 8. септембра Броз и Штефанић су у Сушаку са Управом предузећа потписали Уговор о исплати радничких зарада, као и повратку свих запослених на посао 9. септембра.
Упркос обећању, Управе да неће бити спровођења репресалија и отпуштања због штрајка, Јосип Броз као организатор штрајка, међу првима добија отказ 2. октобра. Убрзо по добијању отказа, са породицом је напустио Краљевицу и отишао у Загреб.

## Хапшења у Краљевици
На основу дојаве, полиција је 11. јула 1927. у Краљевици ухапсила петорицу радника — Раде Целер, Вјекослав Франовић, Филип Павешић, Иван Правдица и Ловро Јуретић. Истог дана у Бакру је ухапшен Иван Дујмић. Сви су ухапшени под оптужбом да су чланови Независних синдиката, да поседују разне комунистичке књиге и брошуре и да пропагирају комунистичке и бољшевичке идеје.
Приликом хапшења Рада Целера и Ивана Дујмића полиција је запленила 15 марксистичких књига и брошура, од којих су само две биле забрањене. Међу дозвољеним марксистичким књигама налазиле су се — Оснутак Треће интернационале, Живко Топаловић Комунисти у општини, Фридрих Енгелс и Карл Радек Развитак социјализма од утопије до науке и од науке до дела, Сима Марковић Валутно питање, Кроз синдикалну теорију и праксу, Бијели терор и Међународна црвена помоћ, Павле Павловић Беспослица и др. Међу заплењеним књигама била су и дела руског писца Ивана Сергејевича Тургењева, као и роман Quo vadis Хенрика Сјенкјевича и др.
Поред већ ухапшених, полиција је 20. јула у Хрељину ухапсила још тројицу радника — Анђело Блажина, Фрањо Грубишић и Виктор Пашкван, али су они касније изузети из овог кривичног поступка.

## Хапшење Јосипа Броза
На основу захтева полиције из Сушака, загребачка полиција је 14. јула 1927. ухапсила Јосипа Броза у његовој канцеларији у просторијама Независних синдиката, у Илици број 49 у Загребу. Ухапшен је под оптужбом да је био у вези са ухапшеним радницима из Краљевице и Бакра и приликом хапшења је извршен претрес његове канцеларије и стана на Трешњевки. Током претреса, канцеларије и стана пронађен је известан материјал, али он никако није могао довести Броза у везу са ухапшеницима из Краљевице.
Истог дана, загребачка полиција је под истом оптужбом ухапсила доктора Мирослава Делића, лекара Ортопедске болнице „Свети Дух“ у Загребу. Ухапшен је јер раније радио као као лекар у Санаторијуму у Краљевици. Истог дана, након хапшења, обојица су одвојеним транспортом пребачена у Сушак, где су предати полицијском повереништву, а сутрадан су пребачени у затвор Котарског суда у Бакру. По пријему у затвор Котарског суда, 16. јула извршено је саслушање Броза и Делића, после кога је Делић пуштен на слободу.

## Титов боравак у притвору
Након пет дана боравка у затвору Котарског суда у Бакру, Јосип Броз је заједно са оптуженима Радетом Целером и Иваном Дујмићем пребачен у Огулин, у затвор Судбеног стола, који се налазио у Франкопанској кули, саграђеној у 15. веку, док су остали ухапшеници пуштени на слободу. Броз је био затворен међу криминалцима у соби број 6 на другом спрату.
Због одуговлачења са судским истрагом и лоших услова у притвору, Јосип Броз је у знак протеста половином августа ступио у штрајк глађу. После пет дана штрајка, после обећања да ће истражни поступак бити убрзан прекинуо је штрајк глађу. Истрага је убрзо завршена и 22. августа је пуштен на условну слободу до суђења.
Током боравка у притвору, у јавности је покренута кампања за његово пуштање. О Титовом боравку у затвору, писала је радничка и друга штампа — загребачки листови Борба и Новости, сушачки Нови Лист, београдски листови Политика и Новости и др. Кампања за пуштање Броза из притвора вођена је заједно са кампањом за пуштање из притвора Радомира Вујовића и Лабуда Кусовца. Комитет за одбрану жртава белог терора на Балкану из Париза упутио је телеграм председнику Владе Краљевине СХС Велимиру Вукићевићу са потписима око 40 угледних културних и јавних радника Француске у којем су тражена исцрпна обавештења о ухапшеницима Вујовићу, Кусовцу и Брозу, као и захтев за њихово пуштање на слободу. Познати адвокат Теодор Бартошек, представник овог Комитета и потпредседник Чехословачке лиге за борбу против реакције допутовао је 12. августа у Београд са задатком да сазна шта се дешава са поменутим ухапшеницима.

## Процес
Судски процес Јосипу Брозу и шесторици оптужених одржан је пред Краљевским судбеним столом у Огулину, од 25. до 28. октобра 1927. године. Оптужницу је заступао тужилац Милан Девчевић, а оптужени су терећени по члану 1. Закона о заштити јавне безбедности — због чланства у Комунистичкој партији и одржавања веза са радничким покретом у иностранству, као и због комунистичке пропаганде и читања марксистичке литературе.
Оптужене је бранио адвокат др Здравко Ленац, који је успео да оспори добар део оптужнице. Тако да је део оптужених био ослобођен, а део осуђен само због комунистичке пропаганде и поседовања забрањених марксистичких књига.
Краљевски судбени стол у Огулину је 28. октобра донео пресуду према којој је Иван Дујмић осуђен на годину дана, Јосип Броз и Раде Целер на седам месеци и Иван Правдица на шест месеци затвора, док су остала тројица оптужених били ослобођени. На ову пресуду жалили су се и Државно тужилаштво и одбрана.
После изрицања пресуде сва четворица осуђених су пуштена на слободу до правоснажности пресуде.

### Оптужени
Поред Јосипа Броза Тита, за ширење комунистичке пропаганде била су оптужена још шесторица радника:
- Иван Дујмић (1892) трговачки помоћник из Бакра. Првобитно осуђен на годину затвора, али му је казна умањена на девет месеци.[2]
- Иван Правдица (1908) машинбравар из Краљевице. Првобитно осуђен на шест месеци затвора, али му је казна умањена на три месеца.[3]
- Раде Целер (1896) постолар из Краљевице. Првобитно осуђен на седам месеци затвора, али му је казна умањена на пет месеци.[4]
- Ловро Јуретић (1894) тесар из Краљевице. Ослобођен оптужбе.[5]
- Вјекослав Франовић (1905) машинбраварски помоћник из Краљевице. Ослобођен оптужбе.[6]
- Филип Павешић (1902) ковач из Краљевице. Ослобођен оптужбе.[7]

## Жалба
Пошто су се на пресуду Краљевског судбеног стола жалили и Државно тужилаштво и оптужени, она је упућена на разматрање Краљевском столу седморице у Загребу, који је 31. октобра 1928. потврдио пресуду, али је смањио казне оптуженима. Ивану Дујмићу је казна смањена на девет, Јосипу Брозу и Радету Целеру на пет, а Ивану Правдици на три месеца затвора.
У време доношења нове пресуде, Јосип Броз се налазио у притвору јер је 4. августа 1928. поново ухапшен. На тзв „Бомбашком процесу” 14. новембра исте године био је осуђен на пет година затвора, које је одслужио у затворима у Лепоглави и Марибору. По истеку петогодишње затворске казне, 14. новембра 1933. из затвора у Марибору је пребачен у Огулин, где је у затвору Окружног суда у Огулину у Франкопанској кули, до 12. марта 1934. одслужио петомесечну казну затвора (умањену за време проведено у притвору од 14. јула до 22. августа 1927. године).